# 久保芳和
久保 芳和（くぼ よしかず、1919年6月7日 - 2013年8月28日）は、日本の経済学者、関西学院大学名誉教授。
奈良県生まれ。1943年大阪商科大学卒。1946年7月同大学副手、のち助手、講師、1951年関西学院大学助教授、1956年教授、1960年「アメリカ経済学史研究 「アメリカ体制」派経済学の生成と発展」で関西学院大学経済学博士。1975-1978年学長。1988年退任、名誉教授。コイン収集家でもある。2013年8月28日、多臓器不全のため死去。94歳没。

## 著書
- フランクリン研究 その経済思想を中心として 関書院、1957 関西学院大学経済学双書
- アメリカ経済学史研究 「アメリカ体制」派経済学の生成と発展 有斐閣、1961 関西学院大学経済学研究叢書
- 詩と真実 私家版 1979.10
- アメリカ経済学の歴史 啓文社、1988.9
- ケインズの経済循環論概要 啓文社、1992.6
- かぎろひの丘 私家版 1996.8
- コインになった世界の巨星たち〈100選〉 創元社 (製作)、2006.4
- コイン随想 創元社 (製作)、2008.7

## 編著
- 経済学史 多田顕共編著 図説経済学体系. 6 学文社 1973
- 堀経夫先生追慕 編著 雄松堂出版、1985.2
- スミス、リカードウ、マルサス その全体像理解のために 真実一男、入江奨共編著 創元社 1989.3
- スミス・マルサス研究論集 Selected papers on Smith & Malthus 編著. 大阪経済法科大学出版部、1996.7

## 翻訳
- 交易論 ニコラス・バアボン、サァ・ダッドレイ・ノオス 創元社、1948 経済学古典選書
- 回想録 フランクリン 世界大思想全集 (哲学・文芸思想篇 第25巻) 河出書房新社、1959
- アメリカ革命 ジェイムソン 未来社、1961 社会科学ゼミナール
- 富への道、アメリカへ移住しようとする人々への情報(フランクリン) 世界思想教養全集. 第7 (アメリカの建国思想) 河出書房新社、1963
- アメリカ保守主義の伝統 ラバレー 未来社、1964 社会科学ゼミナール
- 経済理論の歴史 M.ブローグ 真実一男、杉原四郎共訳 東洋経済新報社、1966-1968
- 経済学史 リチャード T.ギル 東洋経済新報社、1969 現代経済学叢書
- マクロ経済学入門 リチャード・T.ギル 共訳. 東洋経済新報社、1972
- キリスト教思想と経済社会 Jacob Viner著 Jacques Melitz,Donald Winch編 共訳 嵯峨野書院 1981.3
- アダム・スミス伝 R.H.キャンベル、A.S.スキナー 東洋経済新報社、1984.9
- アダム・スミスの哲学思考 D.D.ラファエル 雄松堂出版、1986.6
- マルサス D.ウィンチ 橋本比登志共訳 日本経済評論社、1992.11

## 記念論集
- 上ケ原三十七年 久保芳和博士退職記念論集 久保芳和博士退職記念出版物刊行委員会 1988.4

## 参考
- 久保芳和博士年譜・著作目録 (久保芳和博士記念号) 経済学論究 1988-07
- 「アメリカ経済学の歴史」著者紹介